# Патрисия (ураган)
Ураган Патрисия (англ. Hurricane Patricia) — сильнейший тропический циклон в Западном полушарии Земли за всю историю метеонаблюдений. Сформировался в середине октября 2015 года. 23 октября ураган 5 категории разрушительности по шкале Саффира — Симпсона дошёл до тихоокеанского побережья Мексики и обрушился на штат Халиско. Во время пика интенсивности устойчивая скорость ветра внутри урагана достигала 345 км/ч, с отдельными порывами до 400 км/час.
Глава Национальной комиссии по водным ресурсам Мексики Роберто Рамирес де ла Парра заявил, что «ураган стал самым мощным из всех, которые когда-либо появлялись над Тихим океаном рядом с Мексикой с момента начала наблюдений, то есть, с 1959 года». Ураган «Патрисия» нанёс ущерб имуществу примерно 10 тыс. чел., повреждено более 3 тыс. домов.